# Recviem pentru Metusala
Requiem for Methuselah este un episod din sezonul al III-lea al serialului original Star Trek. A avut premiera la 14 februarie 1969. Autorul scenariului, Jerome Bixby, a descris similar un om nemuritor pe Pământ în filmul Omul de pe Pământ din 2007.

## Prezentare
Membrii echipajului navei Enterprise întâlnesc un om nemuritor care trăiește ca un pustnic, singur pe o planetă.